# Callisthenia ruficollis
Callisthenia ruficollis is een beervlinder uit de familie van de spinneruilen (Erebidae). De wetenschappelijke naam van de soort is voor het eerst geldig gepubliceerd in 1983 door Gibeaux.